# Roundabout: The Best of Yes Live
A Roundabout: The Best of Yes Live a Yes 2003-as válogatáslemeze, melyen a leghíresebb számok koncertfelvételei hallhatóak.

## Számok listája
1. Yours Is No Disgrace
2. Perpetual Change
3. And You And I
4. I've Seen All Good People
5. Awaken
6. Owner of a Lonely Heart
7. Roundabout

## Közreműködő zenészek
- Jon Anderson – ének
- Chris Squire – basszusgitár, ének
- Alan White – dob
- Steve Howe – gitár
- Billy Sherwood – billentyűs hangszerek, gitár
- Igor Khoroshev – billentyűs hangszerek

style="background:#9EFF9E;vertical-align:middle;text-align:center;" class="table-yes"|Igen